# Prințesa Marie de Hesse-Cassel
Prințesa Marie de Hesse-Kassel (germană Marie Wilhelmine Friederike von Hessen-Kassel; 21 ianuarie 1796 – 30 decembrie 1880) a fost soția lui Georg, Mare Duce de Mecklenburg.

## Biografie
Prințesa Marie, a doua fiică a landgrafului Frederic de Hesse și a soției acestuia, Prințesa Caroline de Nassau-Usingen, s-a născut la Hanau, la 21 ianuarie 1796. Prin tatăl ei a fost strănepoata regelui George al II-lea al Marii Britanii. Fratele mai mare al tatălui ei a fost Wilhelm I, Elector de Hesse. 
Sora ei Augusta s-a căsătorit cu Adolphus, Duce de Cambridge, al șaptelea fiu al regelui George al III-lea al Regatului Unit.

### Căsătorie și copii
La 12 august 1817 la Kassel, Marie s-a căsătorit cu Georg, Mare Duce de Mecklenburg, fiul lui Carol al II-lea, Mare Duce de Mecklenburg-Strelitz și a Prințesei Friederike de Hesse-Darmstadt. Cuplul a avut patru copii:
- Ducesa Luise de Mecklenburg (1818–1842)
- Frederic Wilhelm, Mare Duce de Mecklenburg-Strelitz (1819–1904), căsătorit cu Prințesa Augusta de Cambridge
- Ducesa Caroline de Mecklenburg (1821–1876), căsătorită cu Frederic al VII-lea al Danemarcei
- Ducele Georg de Mecklenburg (1824–1876), căsătorit cu Marea Ducesă Ecaterina Mihailovna a Rusiei; a fost tatăl Ducelui Carl Michael de Mecklenburg